# Sphaerogastrella granulosa
Sphaerogastrella granulosa är en tvåvingeart som beskrevs av Toyohi Okada 1992. Sphaerogastrella granulosa ingår i släktet Sphaerogastrella och familjen daggflugor. Inga underarter finns listade i Catalogue of Life.